# 多摩川 (調布市)
多摩川（たまがわ）は、東京都調布市の町名。現行行政地名は多摩川一丁目から多摩川七丁目。郵便番号は182-0025。

## 地理
調布市の南に位置する。
東から時計回りに、調布市染地、調布市上布田町、調布市上石原、調布市下石原、調布市小島町、調布市布田、調布市国領町に隣接する。
多摩川対岸の行政は神奈川県川崎市となる。街区としては上布田町を通過する必要がある。

### 河川
- 多摩川 ｰｰｰ 街区南側境界を流れる。河川敷自体は上布田町として区分される。

## 施設
- 京王閣競輪場
- 京王フローラルガーデンアンジェ - 2021年閉園
- 多摩河原橋

## 交通

### 鉄道
| 街区内に存在する駅                 |
| ---------------------------------- |
| 京王相模原線 - 京王多摩川駅(KO 35) |

### バス
- 調布市ミニバス西路線

### 道路
- 桜堤通り